# Bibiles
Bibiles (Bibils en catalán ribagorzano) es un pueblo perteneciente al municipio español de Bonansa, en la Ribagorza, provincia de Huesca, Aragón. Se encuentra en la margen derecha del río Baliera. Se encuentra en la Franja.

## Toponimia
En el fogaje de 1405 ordenado por las Cortes de Maella aparece como Bebils:

Don Gerault d'Aspes qui devia pagar por XLª e VI casas, yes a saber, La Grossa VII, Aspes, XVII, Abellya IIIº, Bebils X, Adernuey uno, Millyera uno, Canguas uno.

En el fogaje de 1495 se escribe Vebils.

## Monumentos
Tiene una pequeña iglesia dedicada a san Ginés.
En una montaña al este se encuentra la ermita de San Salvador, del siglo XII, de la cual procede un conjunto de estatuas de este mismo siglo que se exhiben actualmente en el Museo Nacional de Arte de Cataluña, en Barcelona.